# Dremelspitze
Die Dremelspitze ist ein 2733 m ü. A. hoher Berg in der Parzinngruppe der Lechtaler Alpen im österreichischen Bundesland Tirol. Die Dremelspitze besitzt durch ihre bis 400 Meter hohen Felswände aus Hauptdolomit eine große geografische Dominanz, was sie zu einem beliebten Aussichtsberg für Touren von den nahegelegenen Hütten macht. Die erste Besteigung des Berges gelang den österreichischen Alpinisten und Geologen Otto Ampferer und Wilhelm Hammer vom Akademischen Alpenklub Innsbruck im Jahr 1896.

## Lage und Umgebung
Die Spitze liegt etwa sechs Kilometer Luftlinie nordwestlich von Starkenbach bei Schönwies. Benachbarte Gipfel sind im Nordosten die Große Schlenkerspitze (auch Großer Schlenker genannt) mit 2827 Metern Höhe, im Osten, getrennt durch die Hintere Dremelscharte (2470 m), die Hanauer Spitze mit 2553 Metern, im Südosten, getrennt durch die Verborgene Gratscharte (2520 m) der Bergwerkskopf (2728 m) und im Westen, getrennt durch die Vordere Dremelscharte (2434 m), die Schneekarlespitze mit 2641 Metern Höhe. Südlich unterhalb der Dremelspitze liegt auf 2222 Metern Höhe der Steinsee. 

## Stützpunkte und Touren
Südwestlich der Dremelspitze liegt auf 2061 Metern Seehöhe die Steinseehütte. Nördlich befindet sich die Hanauer Hütte (1922 m). Von beiden Hütten aus kann der Berg in zweieinhalb bis drei Stunden begangen werden. Von der Hanauer Hütte führt der Weg in südwestlicher, von der Steinseehütte in nordöstlicher Richtung zur Vorderen (westlichen) Dremelscharte (2434 m) hinauf. Hier beginnt die Kletterroute, zunächst über Schutt und bröckelnde Schrofen durch die Südflanke (Steinschlaggefahr), dann über festen Fels zum Gipfel. Die Route ist markiert, aber an keiner Stelle gesichert, und bietet, laut Literatur, stellenweise mäßig schwierige Kletterei im Schwierigkeitsgrad UIAA II.

Dremelspitze, Normalanstieg
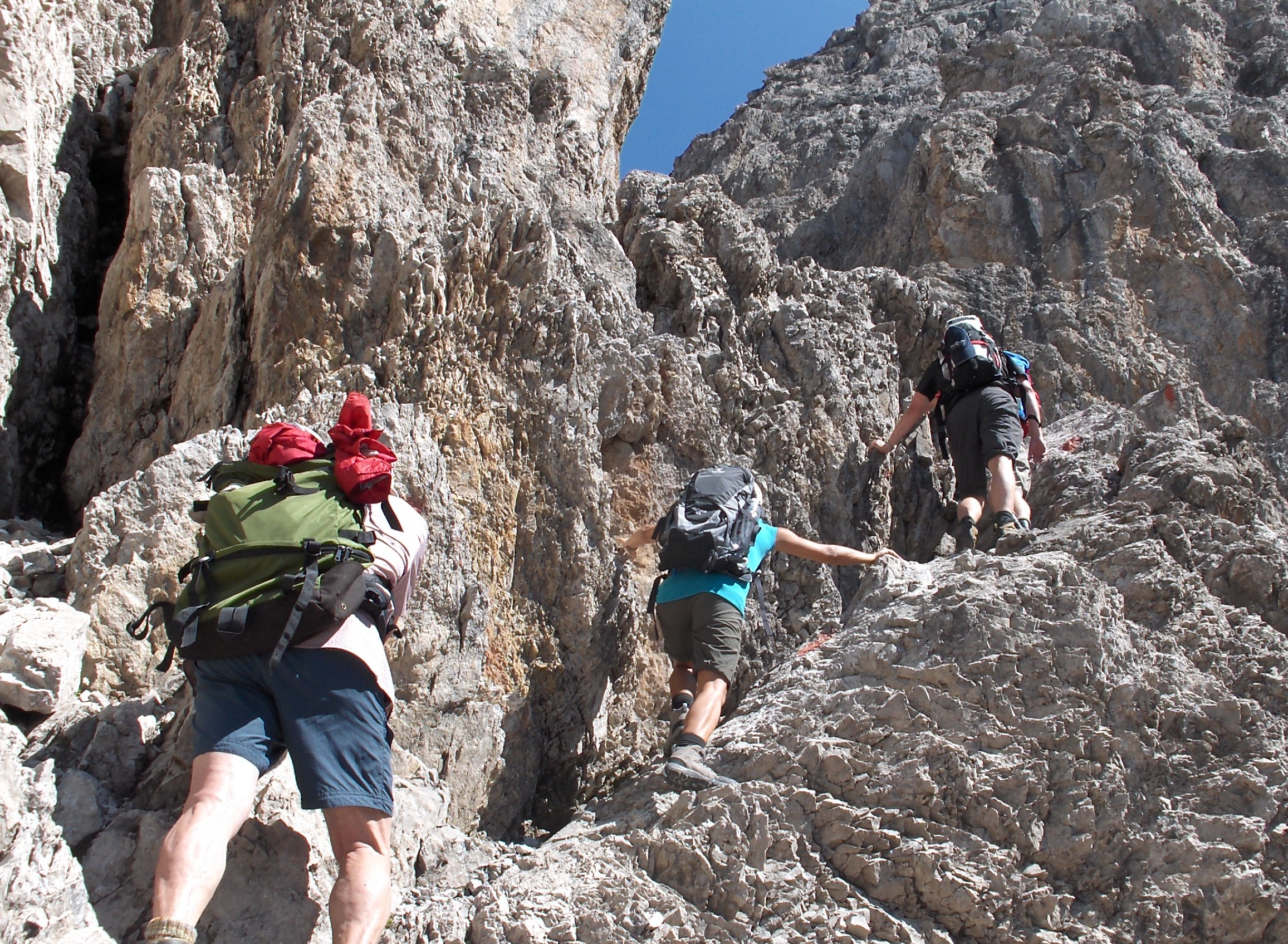
Im unteren Teil
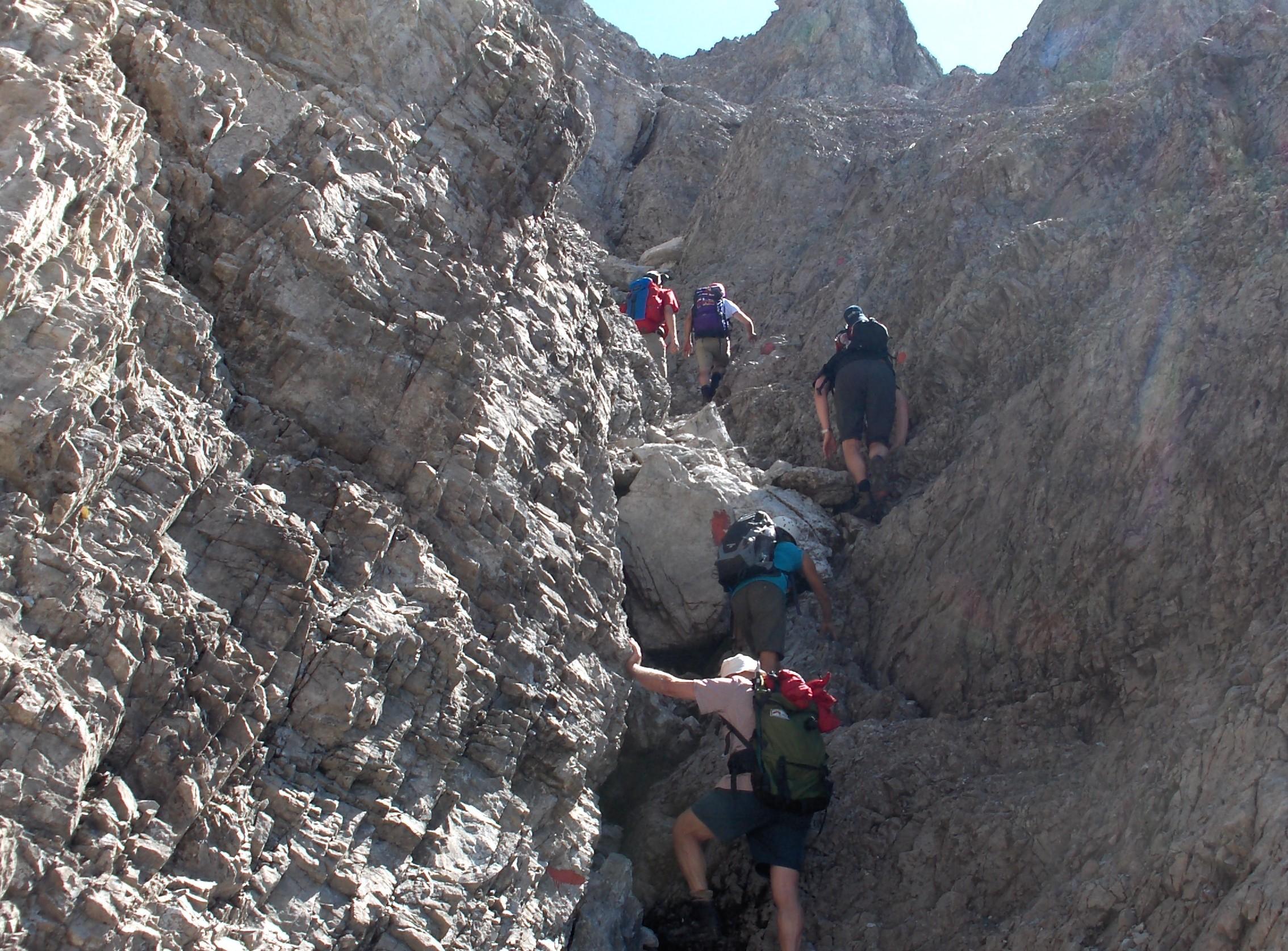
Im mittleren Teil
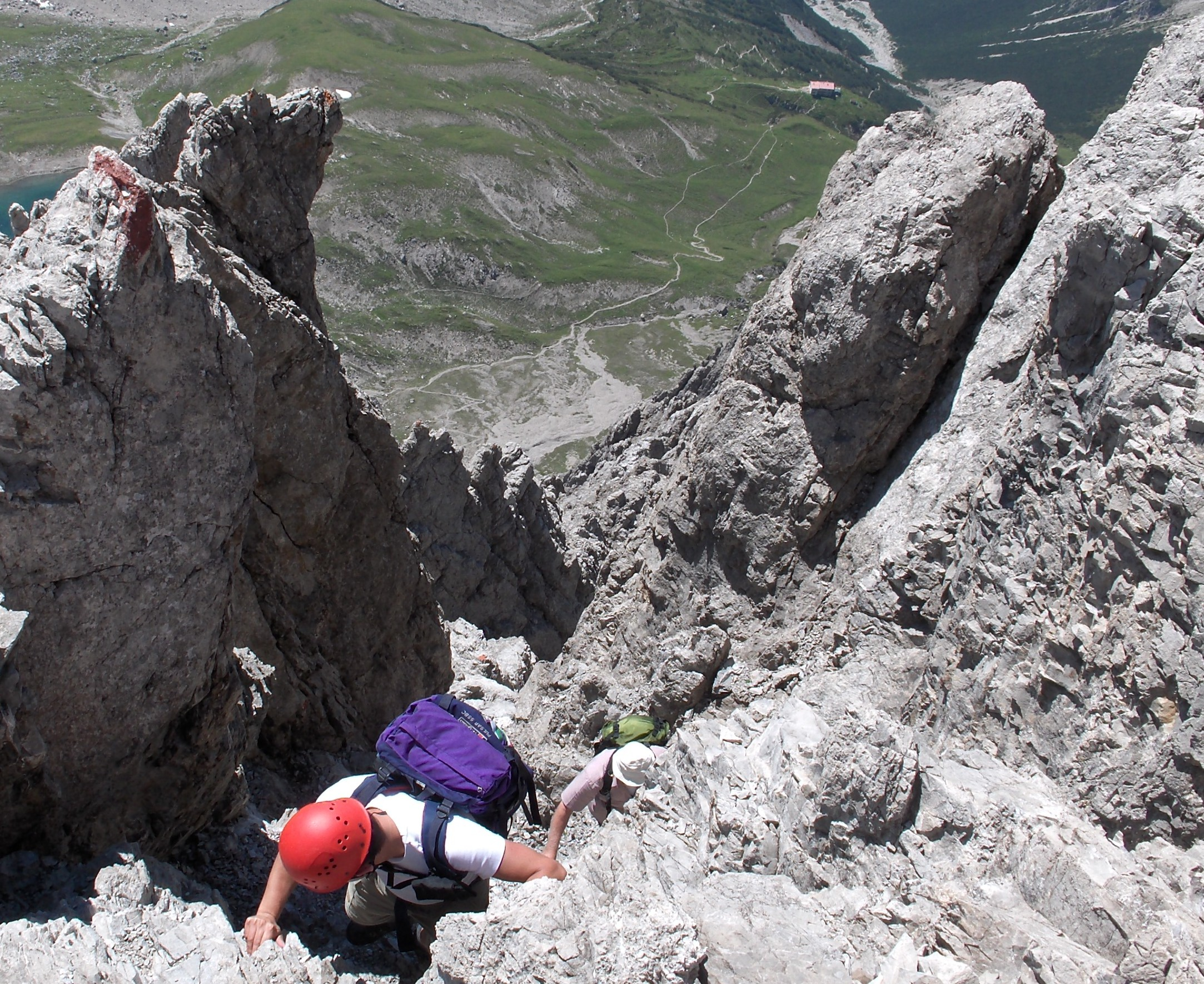
Blick auf Steinsee und Steinseehütte
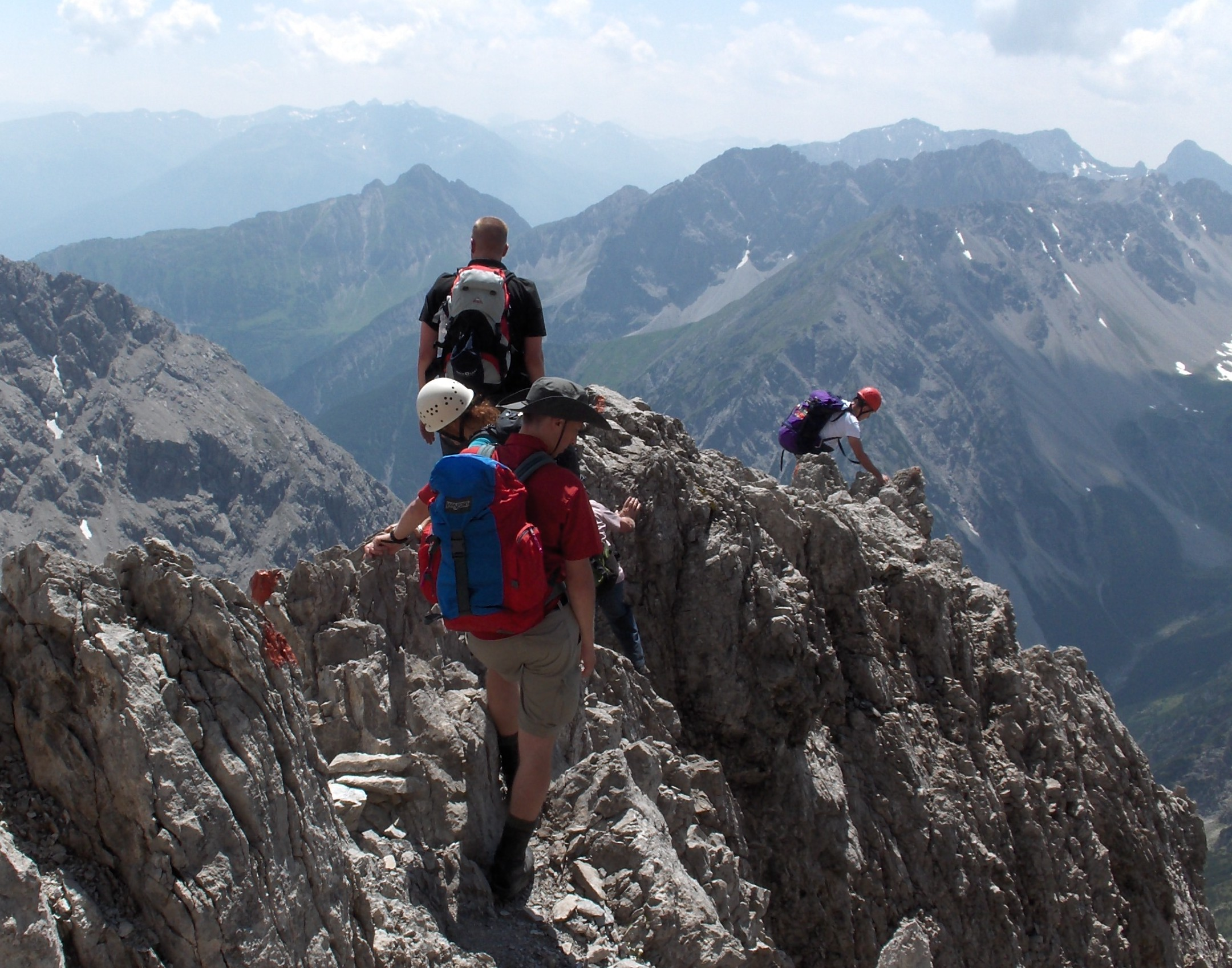
Im oberen Teil, beim Abstieg